# 소 사다쿠니

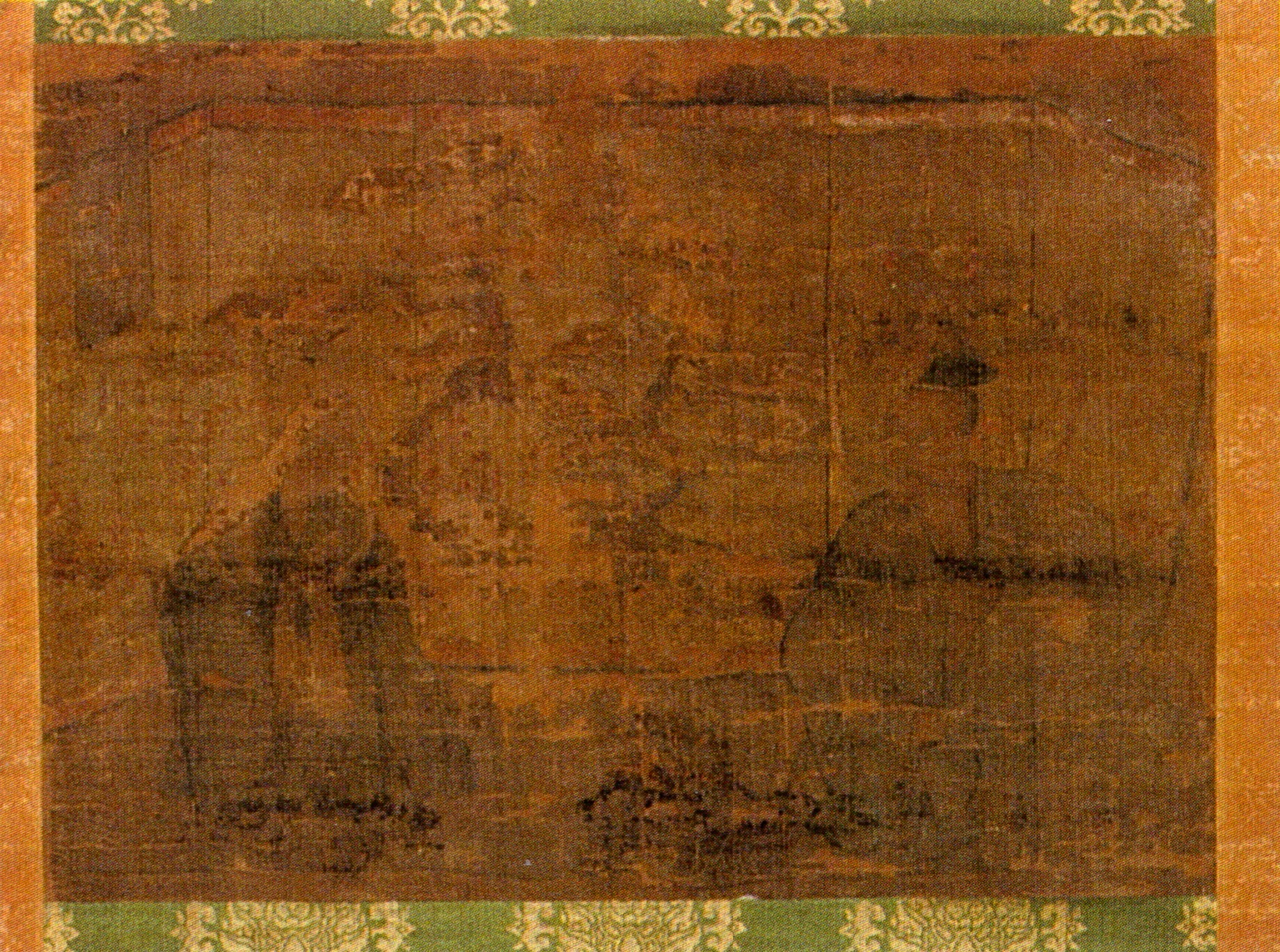

소 사다쿠니(宗貞国, 오에이 29년(1422년) - 메이오 3년(1494년) 음력 7월 9일(8월 18일))는 일본 무로마치 시대(室町時代) 중기에서 센고쿠 시대(戦国時代)에 걸친 시기의 무장이다. 쓰시마의 슈고 다이묘(守護大名)이자 소 씨 11대 당주이다. 9대 당주 소 사다모리(宗貞盛)의 동생 모리쿠니(盛国)의 차남이다. 사다모리의 아들로 제10대 당주가 되었던 소 시게모토(宗成職)의 양자가 되어 당주를 이어받았다. 관위는 형부소보(刑部少輔).
어렸을 때의 이름은 히코시치(彦七)이다. 1468년에 시게모토의 죽음으로 가독을 이어받아 당주가 되었다. 이 무렵 내부 분열을 겪고 있던 소 씨 일족 대부분을 복속시키고 쓰시마의 지배권을 확립하였다. 또한 조선과의 통교도 성행하였다. 쇼니 노리요리(少弐教頼), 쇼니 마사스케(少弐政資) 등을 도와 오우치 씨(大内氏)와 싸웠고, 기타큐슈(北九州)까지 그 위세를 널리 떨쳤지만, 곧 오우치 마사히로(大内政弘)의 반격으로 쇼니 씨가 패배하고 사다쿠니도 지쿠젠 국(筑前国)에 갖고 있던 영지를 잃었다. 1492년, 은거하여 가독을 소 기모리(宗材盛)에게 넘겨주고 1494년에 향년 73세를 일기로 사망하였다.

## 같이 보기
- 쓰시마(対馬)
- 쓰시마국(対馬国)